# 袖珍砂脂鯉
袖珍砂脂鯉（学名：Ammocryptocharax minutus）為輻鰭魚綱脂鯉目脂鯉亞目頂器脂鯉科的其一種，分布於南美洲奧里諾科河、黑河、亞馬遜河流域，體長可達2公分，棲息在底中層水域，生活習性不明。
其种加词“minutus”意为“微小的”。